# Finlands bidrag i Eurovision Song Contest

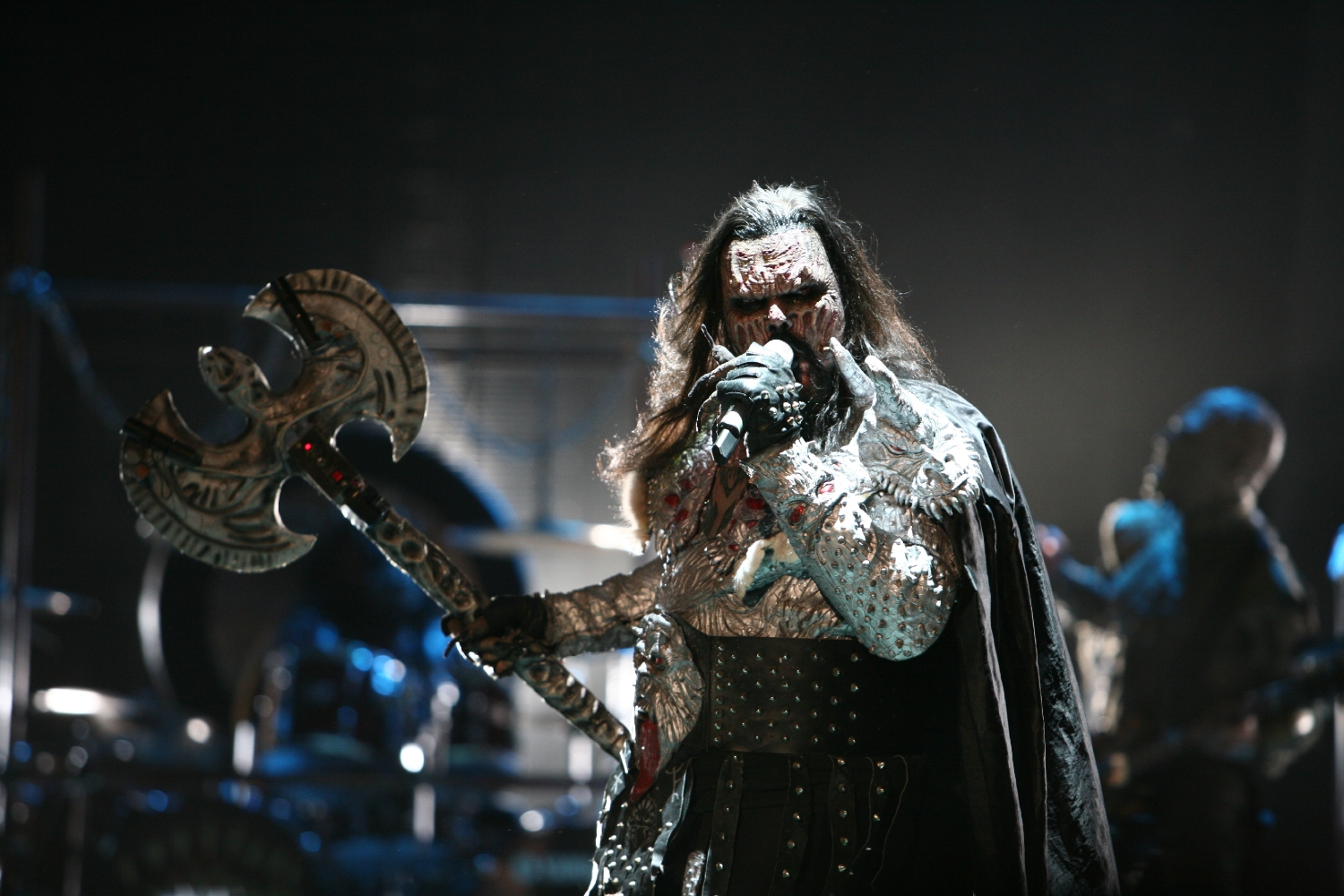
Lordi i Aten 2006.

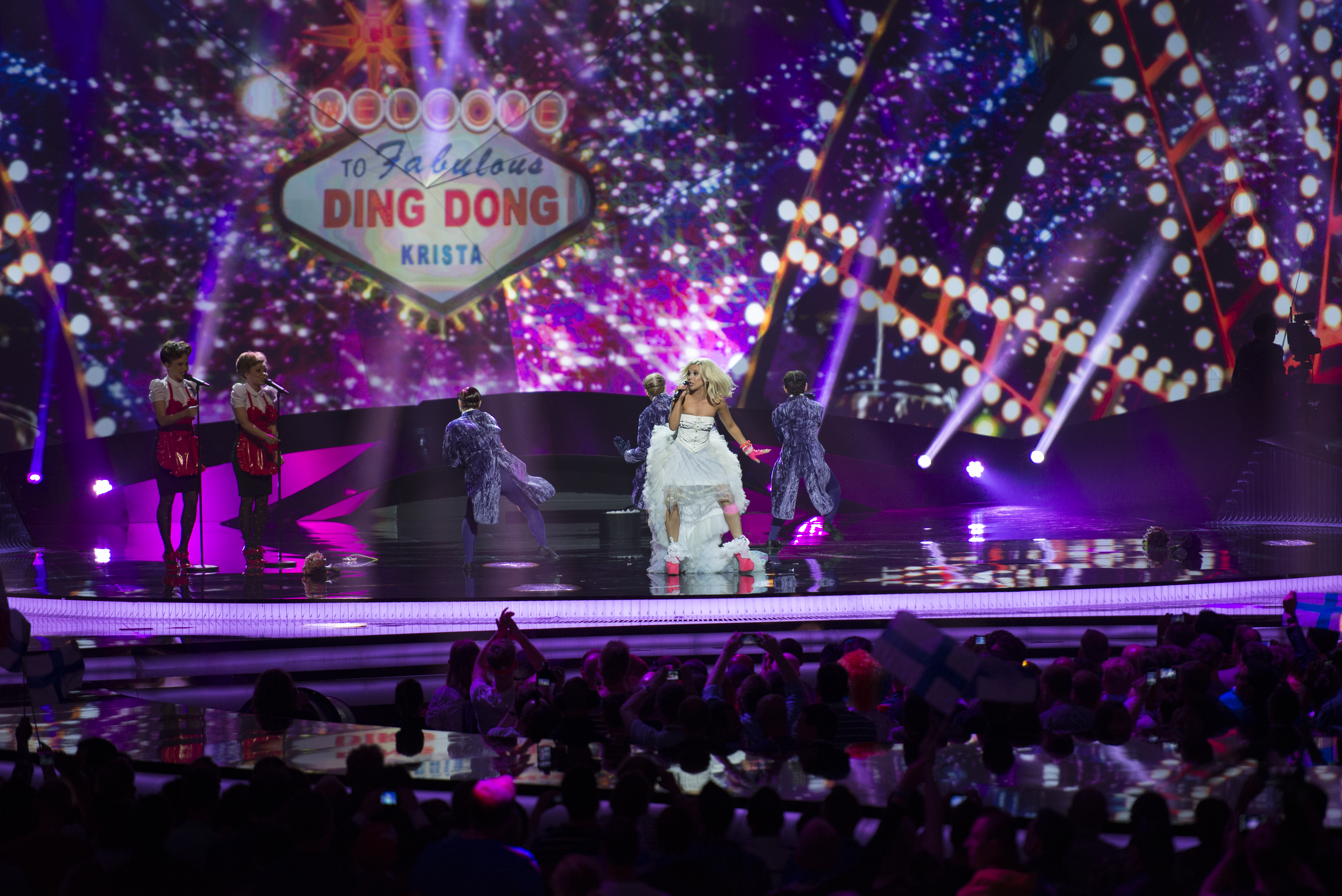
Krista Siegfrids i Malmö 2013.

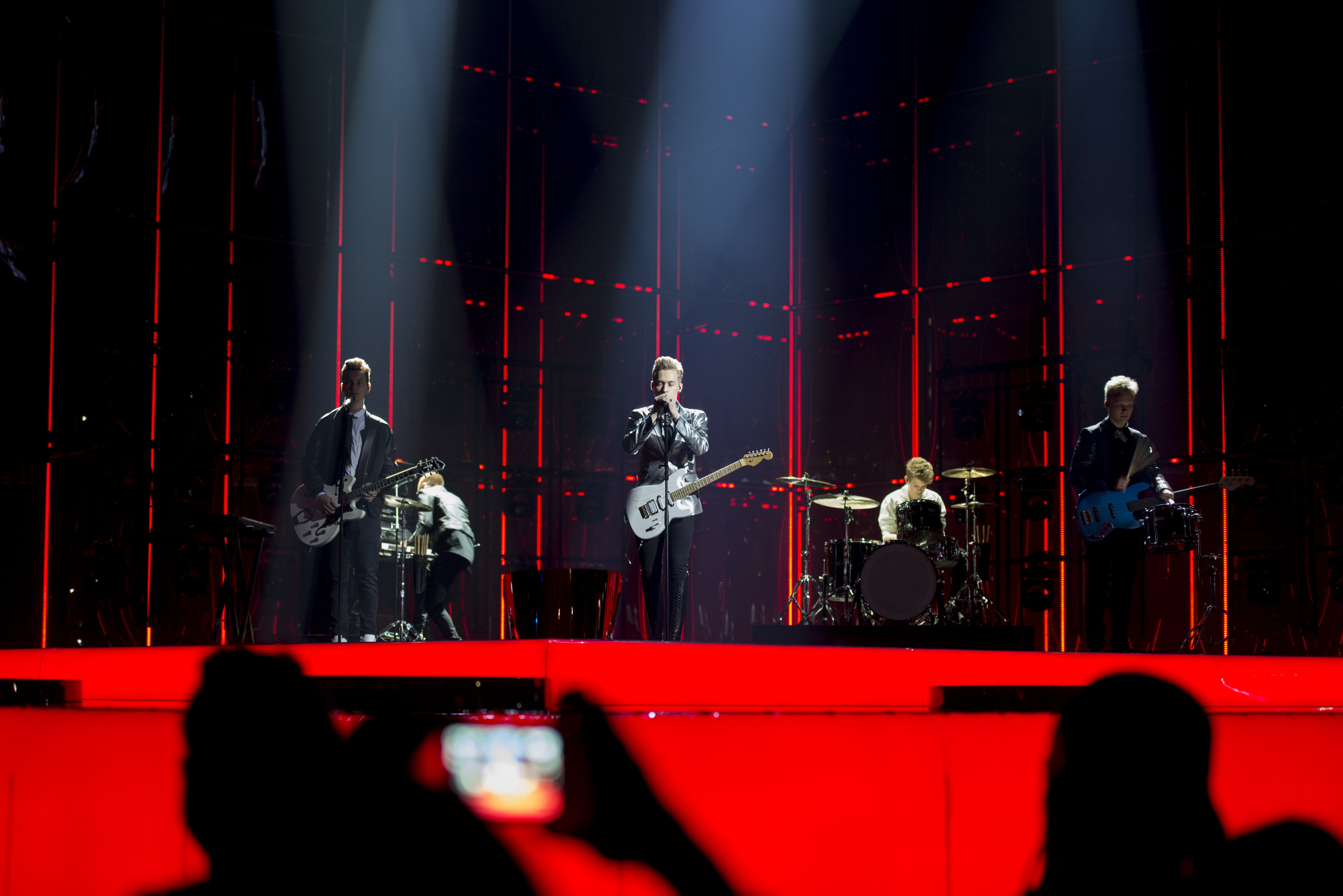
Softengine i Köpenhamn 2014.

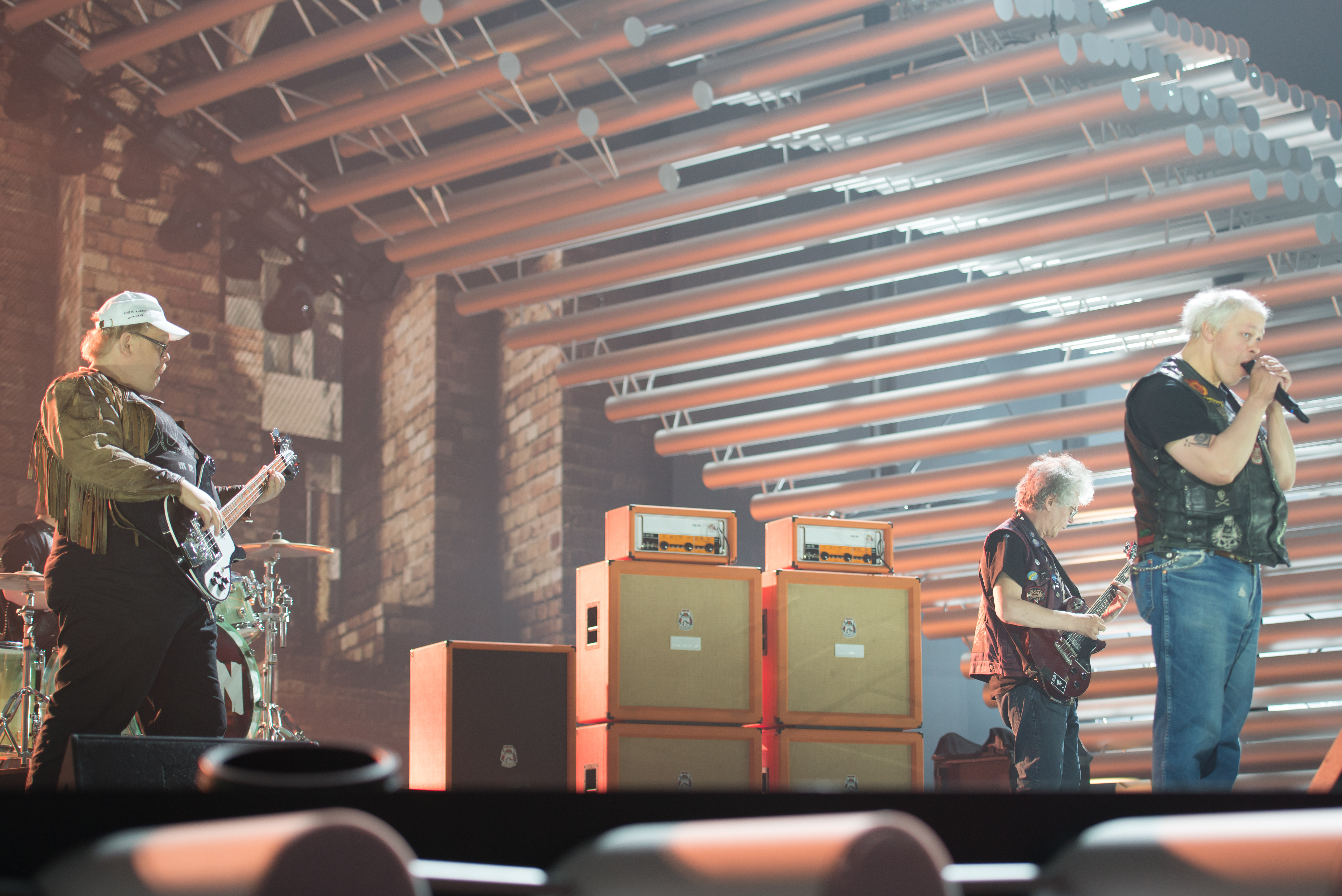
Pertti Kurikan Nimipäivät i Wien 2015.

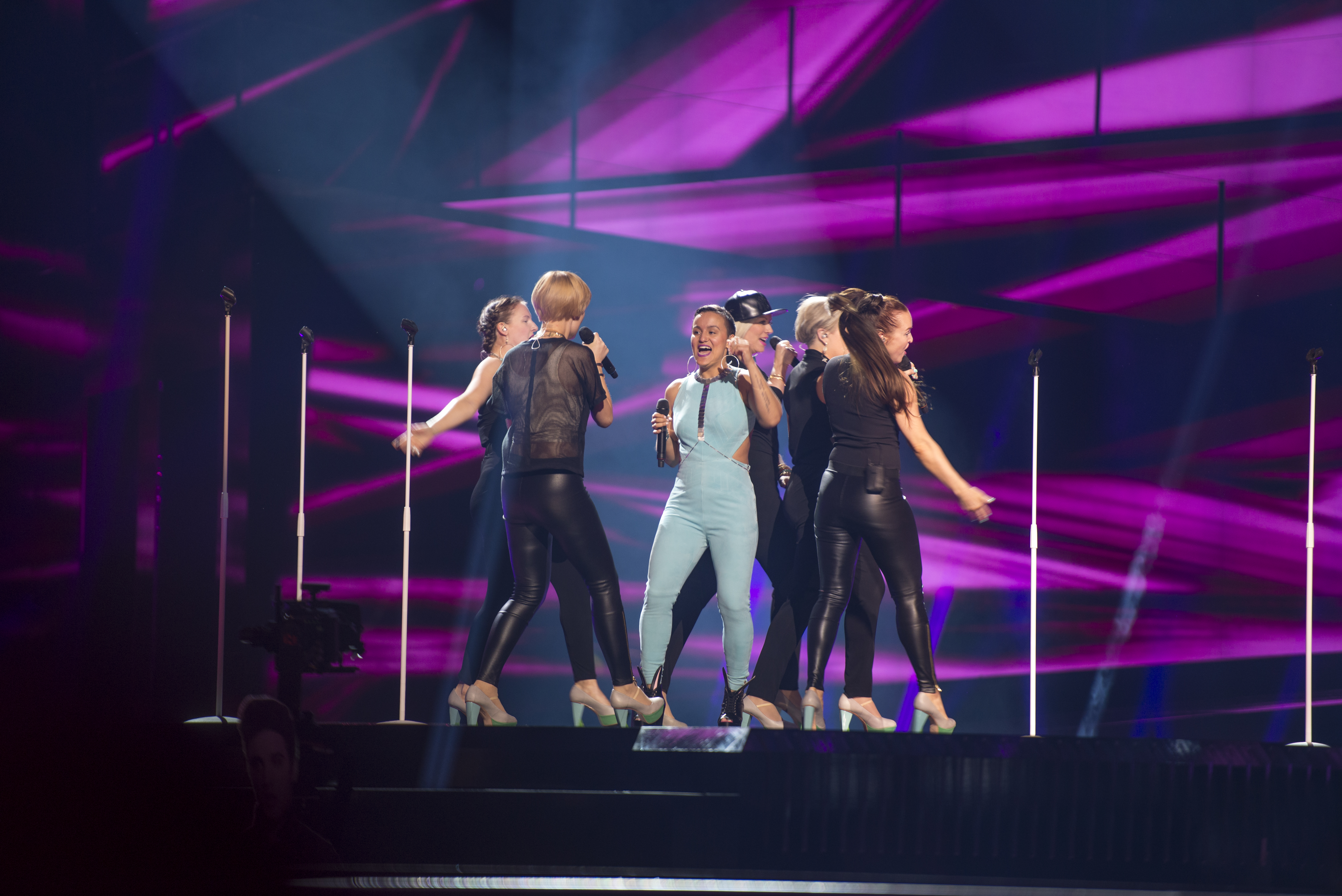
Sandhja i Stockholm 2016.

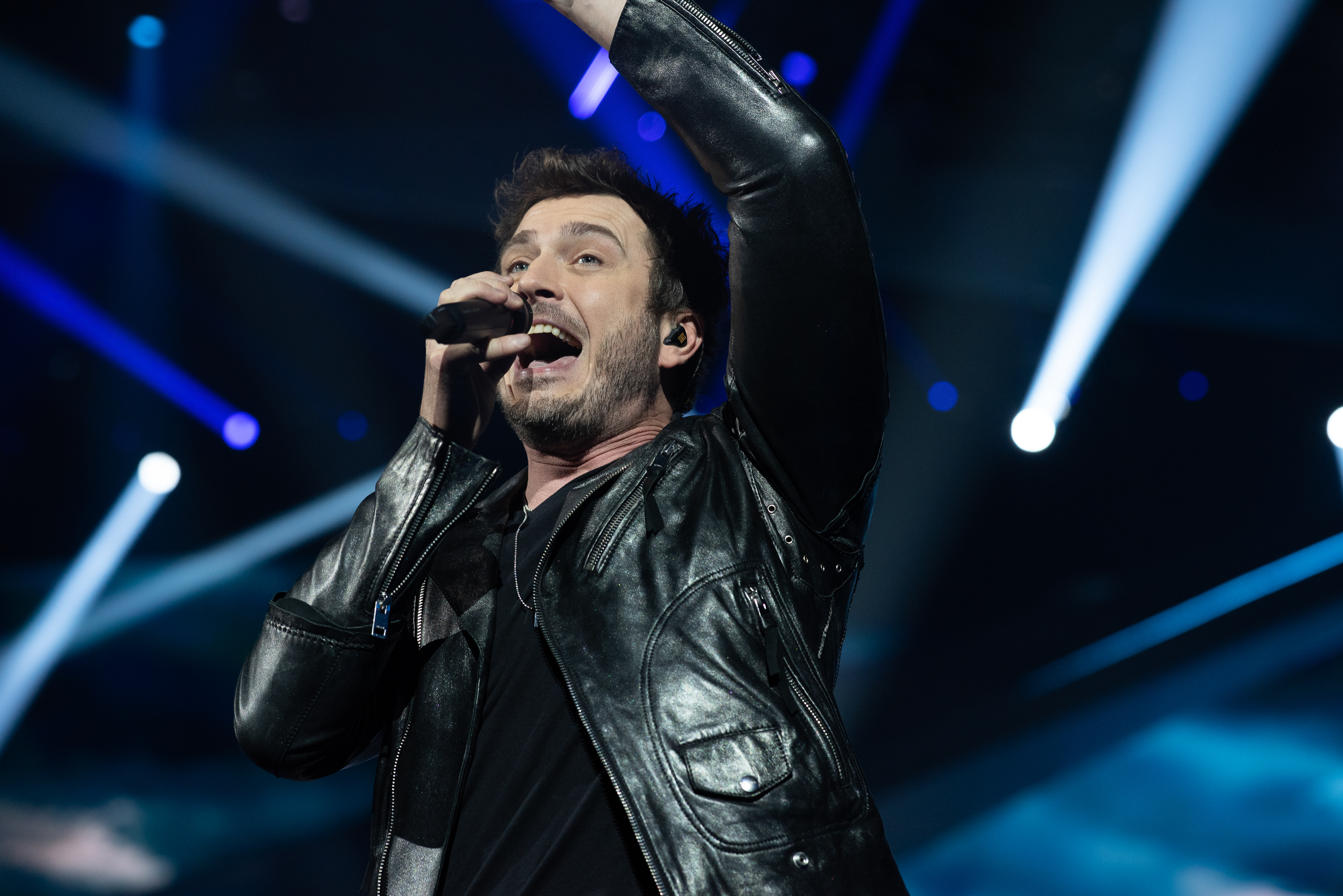
Darude & Sebastian Rejman i Tel Aviv 2019.

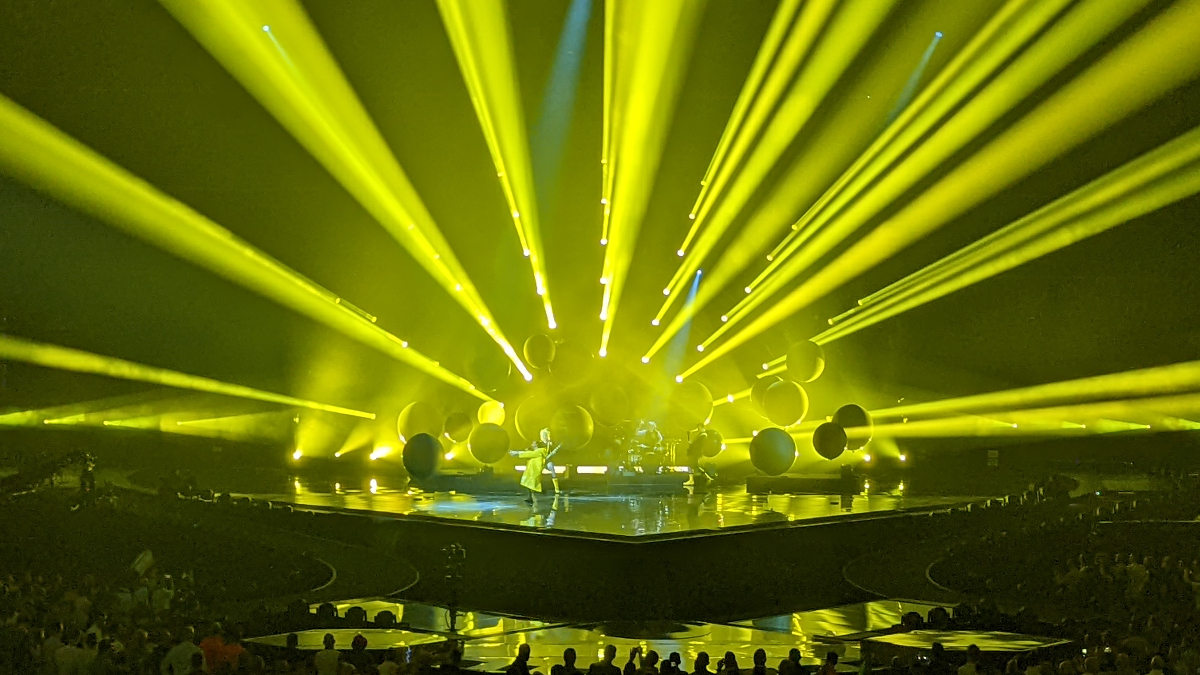
The Rasmus i Turin 2022.

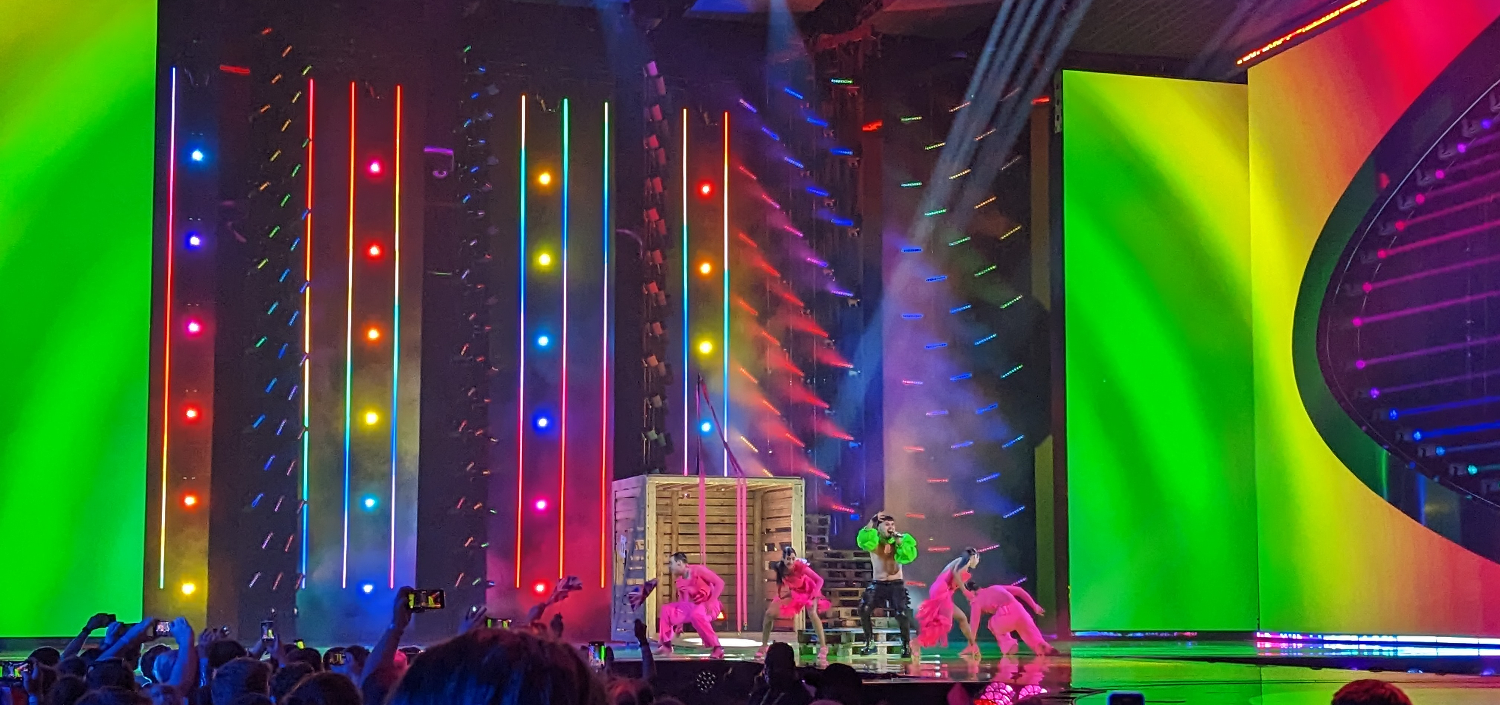
Käärijä i Liverpool 2023.

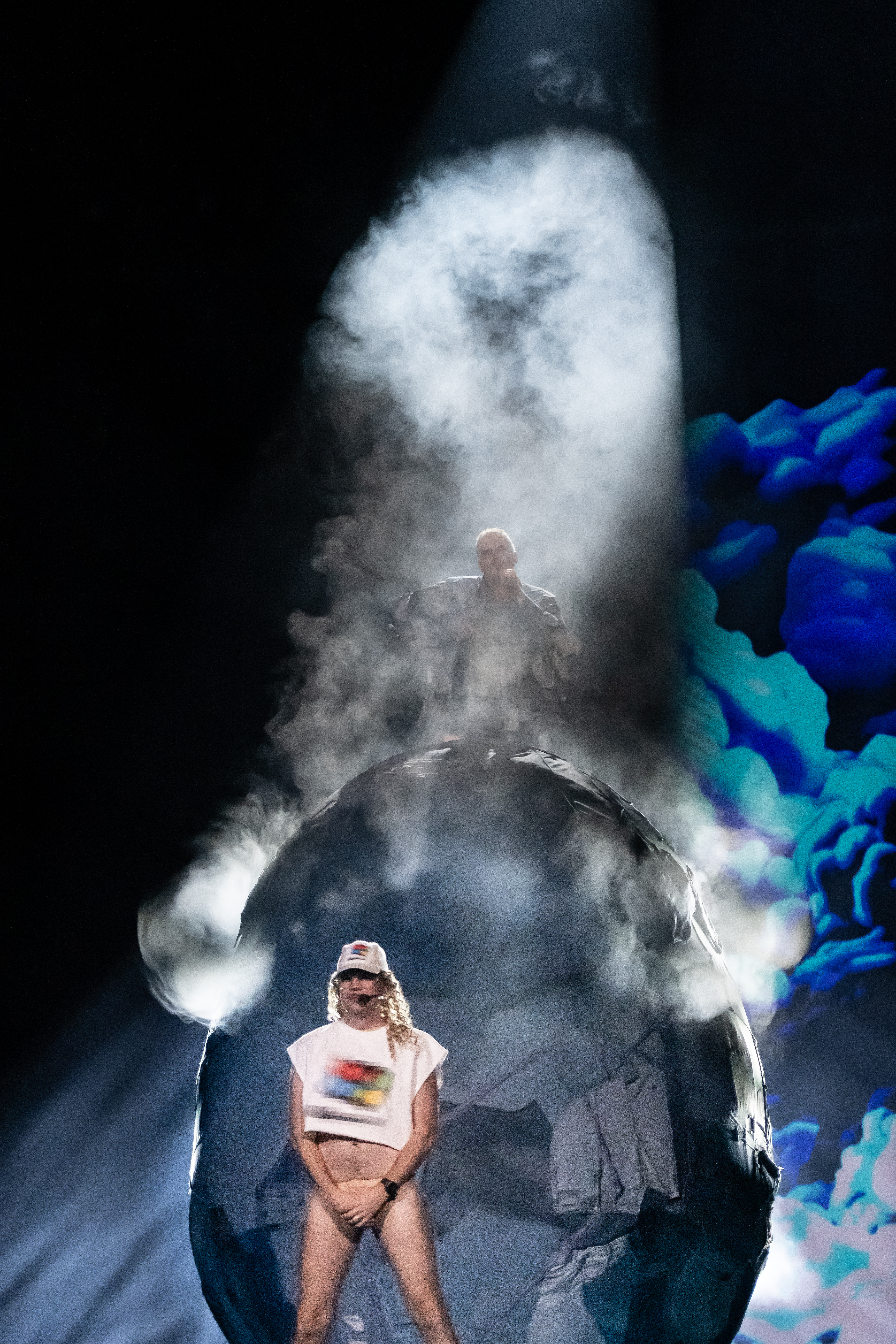
Windows95man & Henri Piispanen i Malmö 2024.

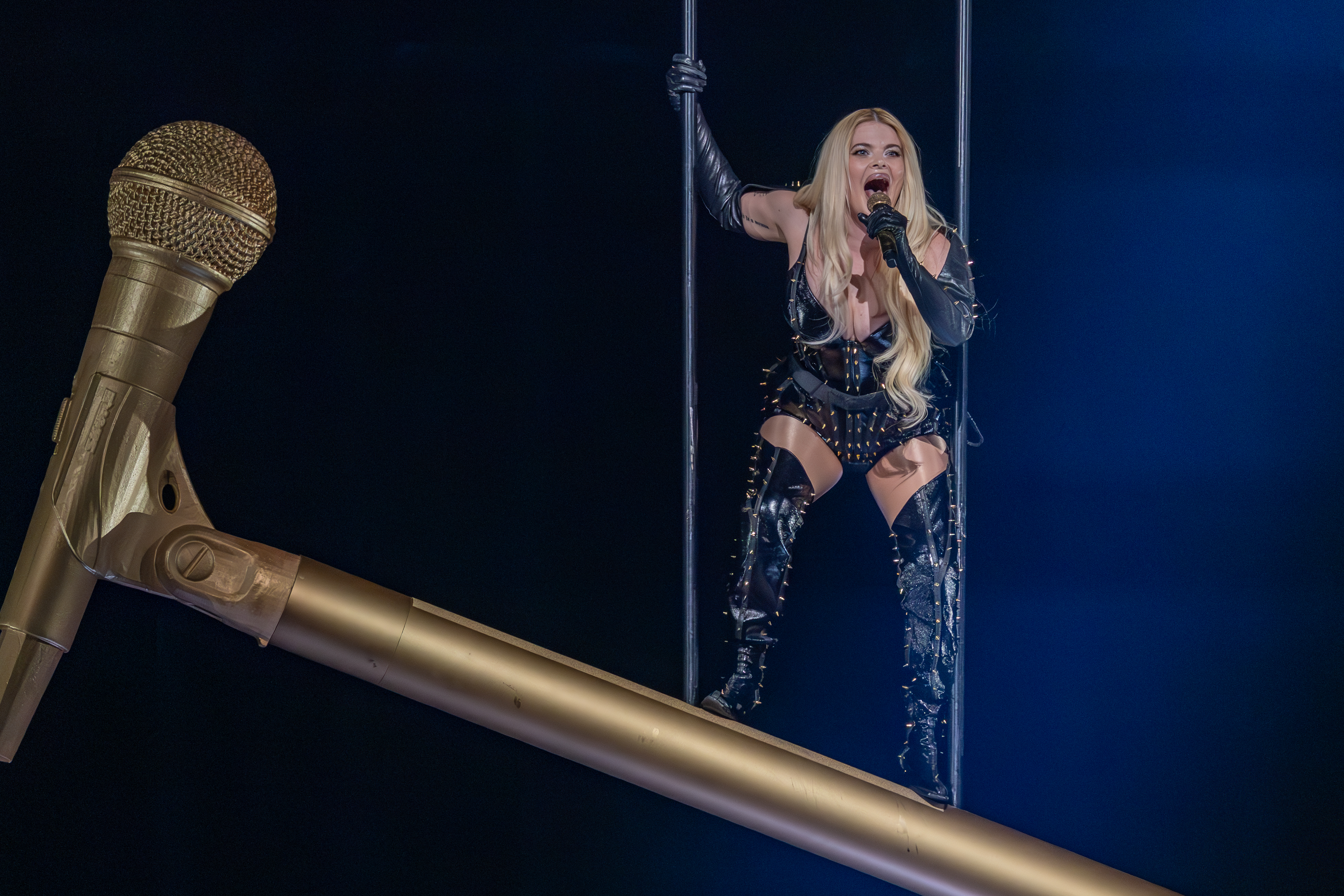
Erika Vikman i Basel 2025.

Finland debuterade i Eurovision Song Contest 1961 och har till och med 2025 deltagit 58 gånger. Det finska tv-bolaget Yle har varit ansvarig för Finlands medverkan varje år sedan 1961. Finland har på senare år gjort sig kända för att i ESC-sammanhang ofta sända rockbidrag, vilket vid tre tillfällen gett goda resultat.. 
Finland har hittills vunnit Eurovisionsfinalen en gång, 2006, med låten "Hard Rock Hallelujah" framförd av rockgruppen Lordi. Det var första gången de hade placerat sig på pallplats tills 2023 då Käärijä kom på andra plats i finalen. Förutom finalen har Finland i semifinal varit på pallplats två gånger, där man kommit trea 2011 & 2014. De vann också semifinalen 2023. Finland har dessutom slutat sist i final vid nio tillfällen och två gånger i semifinal. Finland har dock haft högst varierande framgång i ESC. Mellan åren 1990 och 2013 placerade sig Finland, utöver segern 2006, som bäst på en 15:e plats. Sedan 2014 har Finland lyckats bättre: 2014 slutade de på elfte plats, 2021 slutade de på sjätte plats och 2023 på en andra plats.

## Finland i Eurovision Song Contest

### Historik
Finland debuterade 1961 med bidraget "Valoa Ikkunassa" framförd av Laila Kinnunen. Fram till segern 2006 var Finland ett av tävlingens minst framgångsrikaste land. Deras bästa placering då var en sjätteplats 1973 med låten "Tom tom tom" som sjöngs av Marion Rung. Finland hade även slutat sist i finalen åtta gånger, varav poänglöst tre gånger (1963, 1965 & 1982). Från 1990-talets mitt fram till början på 2000-talet uteblev Finland från tävlan vid ett flertal gånger. Under denna perioden hade intresset för tävlingen ökat från länder som under början på 1990-talet gjort sig fria från Sovjetunionen & Jugoslavien. Det ökade antalet länder som ville med i tävlingen ledde till att EBU införde en regel som innebar att länder som placerade sig sämre ett år fick avstå medverkan året därpå för att kunna göra plats åt andra länder som hade fått avstå året innan att delta. Då Finland vid samtliga tillfällen som regeln fanns placerat sig lågt, innebar det att landet deltog vartannat år i tävlingen. Landet uteblev därmed från tävlan åren 1995, 1997, 1999, 2001 & 2003. När systemet med semifinal infördes 2004 misslyckades Finland med att kvala sig till finalen 2004 & 2005. 
Genombrottet kom 2006 när rockgruppen Lordi med låten "Hard Rock Hallelujah" segrade i eurovisionsfinalen i Aten. Efter 45 års väntan tog Finland sin första seger i tävlingen. Vinnarbidraget slog rekord med den högsta poängen någonsin i tävlingens historia dittills, 292 poäng, ett poängrekord som skulle vara i tre år. Lordi är också en av tävlingens mest uppseendeväckande vinnare någonsin. Efter segern 2006 var Finland i finalen de kommande tre åren. Både 2007 och 2008 var bidragens genre rock, men resultatmässigt placerade man sig dåligt i finalen. 2009 slutade Finland tolva i semifinalen, men tack vare juryns wildcard fick Finland kvalificera sig till finalen, men väl i finalen slutade man sist. Trots att Finland var favorittippade 2011 kom bidraget "Da Da Dam" med Paradise Oskar som representant att sluta på tjugoförstaplats i finalen, trots att man slutade trea i semifinalen. 2021 slutade Finland sexa i finalen, vilket är Finlands bästa placering i tävlingen sedan segern 2006. Landet representerades av rockgruppen Blind Channel med låten "Dark Side".

### Nationell uttagningsform
Finland har vid samtliga tillfällen man deltagit använt sig av en nationell uttagningsform. Musiktävlingen "Euroviisukarsinta" var landets standarduttagning mellan åren 1961–2011, med varierande upplägg. 2012 började Finland med ett nytt sätt att ta fram sitt bidrag till Eurovision Song Contest. Tävlingen döptes till UMK, Uuden Musiikin Kilpailu (UMK) som betyder "Tävlingen för ny musik". Meningen med tävlingen är att hitta den bästa finländska låt och artist som ska representera Finland i Eurovision. Tävlingen har också haft varierande upplägg genom åren. 2018 och 2019 var artisterna internt valda medan UMK fick användas som tävling för att utse bidraget.

## Resultattabell
| 1 | Vinnare                            |
| 2 | Andra plats                        |
| 3 | Tredje plats                       |
| ◁ | Sista plats                        |
| X | Ett bidrag valdes men tävlade inte |

| År               | Artist                        | Bidrag                     | Språk            | Final              | Poäng              | Semi               | Poäng              |
| ---------------- | ----------------------------- | -------------------------- | ---------------- | ------------------ | ------------------ | ------------------ | ------------------ |
| 1961             | Laila Kinnunen                | Valoa Ikkunassa            | Finska           | 10                 | 6                  | Inga semifinaler   | Inga semifinaler   |
| 1962             | Marion Rung                   | Tipi-tii                   | Finska           | 7                  | 4                  | Inga semifinaler   | Inga semifinaler   |
| 1963             | Laila Halme                   | Muistojeni laulu           | Finska           | 13                 | 0                  | Inga semifinaler   | Inga semifinaler   |
| 1964             | Lasse Mårtenson               | Laiskotellen               | Finska           | 7                  | 9                  | Inga semifinaler   | Inga semifinaler   |
| 1965             | Viktor Klimenko               | Aurinko laskee länteen     | Finska           | 15                 | 0                  | Inga semifinaler   | Inga semifinaler   |
| 1966             | Ann Christine                 | Playboy                    | Finska           | 10                 | 7                  | Inga semifinaler   | Inga semifinaler   |
| 1967             | Fredi                         | Varjoon - suojaan          | Finska           | 12                 | 3                  | Inga semifinaler   | Inga semifinaler   |
| 1968             | Kristina Hautala              | Kun kello käy              | Finska           | 16                 | 1                  | Inga semifinaler   | Inga semifinaler   |
| 1969             | Jarkko & Laura                | Kuin silloin ennen         | Finska           | 12                 | 6                  | Inga semifinaler   | Inga semifinaler   |
| Deltog inte 1970 |                               |                            |                  |                    |                    |                    |                    |
| 1971             | Markku Aro & Koivistolaiset   | Tie uuteen päivään         | Finska           | 8                  | 84                 | Inga semifinaler   | Inga semifinaler   |
| 1972             | Päivi Paunu & Kim Floor       | Muistathan                 | Finska           | 12                 | 78                 | Inga semifinaler   | Inga semifinaler   |
| 1973             | Marion Rung                   | Tom Tom Tom                | Engelska         | 6                  | 93                 | Inga semifinaler   | Inga semifinaler   |
| 1974             | Carita                        | Keep Me Warm               | Engelska         | 13                 | 4                  | Inga semifinaler   | Inga semifinaler   |
| 1975             | Pihasoittajat                 | Old Man Fiddle             | Engelska         | 7                  | 74                 | Inga semifinaler   | Inga semifinaler   |
| 1976             | Fredi & Friends               | Pump-Pump                  | Engelska         | 11                 | 44                 | Inga semifinaler   | Inga semifinaler   |
| 1977             | Monica Aspelund               | Lapponia                   | Finska           | 10                 | 50                 | Inga semifinaler   | Inga semifinaler   |
| 1978             | Seija Simola                  | Anna rakkaudelle tilaisuus | Finska           | 18                 | 2                  | Inga semifinaler   | Inga semifinaler   |
| 1979             | Katri Helena                  | Katson sineen taivaan      | Finska           | 14                 | 38                 | Inga semifinaler   | Inga semifinaler   |
| 1980             | Vesa-Matti Loiri              | Huilumies                  | Finska           | 19                 | 6                  | Inga semifinaler   | Inga semifinaler   |
| 1981             | Riki Sorsa                    | Reggae OK                  | Finska           | 16                 | 27                 | Inga semifinaler   | Inga semifinaler   |
| 1982             | Kojo                          | Nuku pommiin               | Finska           | 18                 | 0                  | Inga semifinaler   | Inga semifinaler   |
| 1983             | Ami Aspelund                  | Fantasiaa                  | Finska           | 11                 | 41                 | Inga semifinaler   | Inga semifinaler   |
| 1984             | Kirka                         | Hengaillaan                | Finska           | 9                  | 46                 | Inga semifinaler   | Inga semifinaler   |
| 1985             | Sonja Lumme                   | Eläköön elämä              | Finska           | 9                  | 58                 | Inga semifinaler   | Inga semifinaler   |
| 1986             | Kari Kuivalainen              | Never The End              | Finska           | 15                 | 22                 | Inga semifinaler   | Inga semifinaler   |
| 1987             | Vicky Rosti & Boulevard       | Sata salamaa               | Finska           | 15                 | 32                 | Inga semifinaler   | Inga semifinaler   |
| 1988             | Boulevard                     | Nauravat silmät muistetaan | Finska           | 20                 | 3                  | Inga semifinaler   | Inga semifinaler   |
| 1989             | Anneli Saaristo               | La Dolce Vita              | Finska           | 7                  | 76                 | Inga semifinaler   | Inga semifinaler   |
| 1990             | Beat                          | Fri?                       | Svenska          | 21                 | 8                  | Inga semifinaler   | Inga semifinaler   |
| 1991             | Kaija Kärkinen                | Hullu yö                   | Finska           | 20                 | 6                  | Inga semifinaler   | Inga semifinaler   |
| 1992             | Pave Maijanen                 | Yamma, Yamma               | Finska           | 23                 | 4                  | Inga semifinaler   | Inga semifinaler   |
| 1993             | Katri Helena                  | Tule luo                   | Finska           | 17                 | 20                 | Inga semifinaler   | Inga semifinaler   |
| 1994             | CatCat                        | Bye Bye Baby               | Finska, engelska | 22                 | 11                 | Inga semifinaler   | Inga semifinaler   |
| Deltog inte 1995 |                               |                            |                  |                    |                    |                    |                    |
| 1996             | Jasmine                       | Niin kaunis on taivas      | Finska           | 23                 | 9                  | 22                 | 38                 |
| Deltog inte 1997 |                               |                            |                  |                    |                    |                    |                    |
| 1998             | Edea                          | Aava                       | Finska           | 15                 | 22                 | Inga semifinaler   | Inga semifinaler   |
| Deltog inte 1999 |                               |                            |                  |                    |                    |                    |                    |
| 2000             | Nina Åström                   | A Little Bit               | Engelska         | 18                 | 18                 | Inga semifinaler   | Inga semifinaler   |
| Deltog inte 2001 |                               |                            |                  |                    |                    |                    |                    |
| 2002             | Laura                         | Addicted to You            | Engelska         | 20                 | 24                 | Inga semifinaler   | Inga semifinaler   |
| Deltog inte 2003 |                               |                            |                  |                    |                    |                    |                    |
| 2004             | Jari Sillanpää                | Takes 2 to Tango           | Engelska         | Kvalificerade inte | Kvalificerade inte | 14                 | 51                 |
| 2005             | Geir Rönning                  | Why?                       | Engelska         | Kvalificerade inte | Kvalificerade inte | 18                 | 50                 |
| 2006             | Lordi                         | Hard Rock Hallelujah       | Engelska         | 1                  | 292                | 1                  | 292                |
| 2007             | Hanna Pakarinen               | Leave Me Alone             | Engelska         | 17                 | 53                 | Värdland           | Värdland           |
| 2008             | Teräsbetoni                   | Missä miehet ratsastaa     | Finska           | 22                 | 35                 | 8                  | 79                 |
| 2009             | Waldo's People                | Lose Control               | Engelska         | 25                 | 22                 | 121                | 421                |
| 2010             | Kuunkuiskaajat                | Työlki ellää               | Finska           | Kvalificerade inte | Kvalificerade inte | 11                 | 42                 |
| 2011             | Paradise Oskar                | Da Da Dam                  | Engelska         | 21                 | 57                 | 3                  | 103                |
| 2012             | Pernilla Karlsson             | När jag blundar            | Svenska          | Kvalificerade inte | Kvalificerade inte | 12                 | 41                 |
| 2013             | Krista Siegfrids              | Marry Me                   | Engelska         | 24                 | 13                 | 9                  | 66                 |
| 2014             | Softengine                    | Something Better           | Engelska         | 11                 | 72                 | 3                  | 97                 |
| 2015             | Pertti Kurikan Nimipäivät     | Aina mun pitää             | Finska           | Kvalificerade inte | Kvalificerade inte | 16                 | 13                 |
| 2016             | Sandhja                       | Sing It Away               | Engelska         | Kvalificerade inte | Kvalificerade inte | 15                 | 51                 |
| 2017             | Norma John                    | Blackbird                  | Engelska         | Kvalificerade inte | Kvalificerade inte | 12                 | 92                 |
| 2018             | Saara Aalto                   | Monsters                   | Engelska         | 25                 | 46                 | 10                 | 108                |
| 2019             | Darude feat. Sebastian Rejman | Look Away                  | Engelska         | Kvalificerade inte | Kvalificerade inte | 17                 | 23                 |
| 2020             | Aksel                         | Looking Back               | Engelska         | Tävlingen inställd | Tävlingen inställd | Tävlingen inställd | Tävlingen inställd |
| 2021             | Blind Channel                 | Dark Side                  | Engelska         | 6                  | 301                | 5                  | 234                |
| 2022             | The Rasmus                    | Jezebel                    | Engelska         | 21                 | 38                 | 7                  | 162                |
| 2023             | Käärijä                       | Cha Cha Cha                | Finska           | 2                  | 526                | 1                  | 177                |
| 2024             | Windows95man2                 | No Rules!                  | Engelska         | 19                 | 38                 | 7                  | 59                 |
| 2025             | Erika Vikman                  | Ich komme                  | Finska           | 11                 | 196                | 3                  | 115                |

1 Tog sig till final som juryns val. 
 2 feat. Henri Piispanen.

## Röstningshistoria (1961–2024)[2]
Finland har givit flest poäng till:
| Nr | Land    | Poäng |
| -- | ------- | ----- |
| 1  | Sverige | 330   |
| 2  | Italien | 197   |
| 3  | Israel  | 172   |
| 4  | Schweiz | 170   |
| 5  | Norge   | 167   |

Finland har mottagit flest poäng av:
| Nr | Land    | Poäng |
| -- | ------- | ----- |
| 1  | Sverige | 177   |
| 2  | Norge   | 146   |
| 3  | Estland | 141   |
| 4  | Island  | 121   |
| 5  | Irland  | 102   |

- Observera poängen endast gäller poäng i final.